# Real Club Deportivo Mallorca 2024-2025
Questa voce raccoglie le informazioni riguardanti il Real Club Deportivo Mallorca nelle competizioni ufficiali della stagione 2024-2025.

## Maglie e sponsor
| Casa | Trasferta | Terza maglia |

## Rosa
Aggiornata al 30 gennaio 2025 
 In corsivo i calciatori ceduti durante la stagione
| N. |                       | Ruolo | Calciatore           |
| -- | --------------------- | ----- | -------------------- |
| 1  | Slovacchia (bandiera) | P     | Dominik Greif        |
| 2  | Spagna (bandiera)     | D     | Mateu Morey          |
| 3  | Spagna (bandiera)     | D     | Toni Lato            |
| 4  | Belgio (bandiera)     | D     | Siebe Van der Heyden |
| 5  | Spagna (bandiera)     | C     | Omar Mascarell       |
| 6  | Spagna (bandiera)     | D     | José Copete          |
| 7  | Kosovo (bandiera)     | A     | Vedat Muriqi         |
| 8  | Spagna (bandiera)     | C     | Manu Morlanes        |
| 9  | Spagna (bandiera)     | A     | Abdón Prats          |
| 10 | Spagna (bandiera)     | C     | Sergi Darder         |
| 11 | Giappone (bandiera)   | A     | Takuma Asano         |
| 12 | Portogallo (bandiera) | D     | Samú Costa           |
| 13 | Spagna (bandiera)     | P     | Leo Román            |

| N. |                       | Ruolo | Calciatore                |
| -- | --------------------- | ----- | ------------------------- |
| 14 | Spagna (bandiera)     | C     | Dani Rodríguez            |
| 16 | Spagna (bandiera)     | A     | Valery Fernández          |
| 17 | Canada (bandiera)     | A     | Cyle Larin                |
| 18 | Spagna (bandiera)     | C     | Antonio Sánchez           |
| 19 | Spagna (bandiera)     | C     | Javier Llabrés            |
| 20 | Portogallo (bandiera) | A     | Chiquinho                 |
| 21 | Spagna (bandiera)     | D     | Antonio Raíllo (capitano) |
| 22 | Colombia (bandiera)   | D     | Johan Mojica              |
| 23 | Argentina (bandiera)  | D     | Pablo Maffeo              |
| 24 | Slovacchia (bandiera) | D     | Martin Valjent            |
| 25 | Spagna (bandiera)     | P     | Iván Cuéllar              |
| 27 | Spagna (bandiera)     | C     | Robert Navarro            |
| 30 | Spagna (bandiera)     | A     | Marc Domènech             |

## Calciomercato

### Sessione estiva
| Acquisti         | Acquisti         | Acquisti         | Acquisti         |
| R.               | Nome             | da               | Modalità         |
| Altre operazioni | Altre operazioni | Altre operazioni | Altre operazioni |
| R.               | Nome             | da               | Modalità         |
| ---------------- | ---------------- | ---------------- | ---------------- |

| Cessioni         | Cessioni         | Cessioni         | Cessioni         |
| R.               | Nome             | a                | Modalità         |
| Altre operazioni | Altre operazioni | Altre operazioni | Altre operazioni |
| R.               | Nome             | da               | Modalità         |
| ---------------- | ---------------- | ---------------- | ---------------- |

### Sessione invernale
| Acquisti         | Acquisti         | Acquisti         | Acquisti         |
| R.               | Nome             | da               | Modalità         |
| Altre operazioni | Altre operazioni | Altre operazioni | Altre operazioni |
| R.               | Nome             | da               | Modalità         |
| ---------------- | ---------------- | ---------------- | ---------------- |

| Cessioni         | Cessioni         | Cessioni         | Cessioni         |
| R.               | Nome             | a                | Modalità         |
| Altre operazioni | Altre operazioni | Altre operazioni | Altre operazioni |
| R.               | Nome             | da               | Modalità         |
| ---------------- | ---------------- | ---------------- | ---------------- |

## Risultati

### Primera División

#### Girone di andata
| Arbitro: | Soto Grado |

|            |           |             |
| Muriqi 53’ | Marcatori | 13’ Rodrygo |

| Arbitro: | Cordero Vega |

|                  |           |  |
| Rubén García 55’ | Marcatori |  |

| Palma de Maiorca 27 agosto 2024, ore 19:00 CEST 3ª giornata | Maiorca    | 0 – 0 referto | Siviglia | Visit Mallorca Estadi (20 470 spett.)\| Arbitro: \| Muñiz Ruiz \| |
| Arbitro:                                                    | Muñiz Ruiz |               |          |                                                                   |

| Arbitro: | Melero López |

|  |           |                  |
|  | Marcatori | 43’ D. Rodríguez |

| Arbitro: | De Burgos Bengoetxea |

|                   |           |                             |
| Albiol 57’ (aut.) | Marcatori | 27’ L. Costa 90+4’ A. Pérez |

| Arbitro: | García Verdura |

|             |           |                              |
| Lo Celso 7’ | Marcatori | 8’ D. Rodríguez 90+3’ Valery |

| Arbitro: | Cordero Vega |

|                  |           |  |
| Prats 36’ (rig.) | Marcatori |  |

| Arbitro: | Munuera Montero |

|                |           |                      |
| I. Sánchez 90’ | Marcatori | 59’ Larin 83’ Valery |

| Arbitro: | Hernández Maeso |

|                           |           |            |
| Kumbulla 18’ Carreras 47’ | Marcatori | 68’ Raíllo |

| Arbitro: | Alberola Rojas |

|            |           |  |
| Muriqi 75’ | Marcatori |  |

| Palma de Maiorca 28 ottobre 2024, ore 21:00 CET 11ª giornata | Maiorca          | 0 – 0 referto | Athletic Bilbao | Visit Mallorca Estadi (19 797 spett.)\| Arbitro: \| Martínez Munuera \| |
| Arbitro:                                                     | Martínez Munuera |               |                 |                                                                         |

| Arbitro: | González Fuertes |

|            |           |  |
| Guridi 76’ | Marcatori |  |

| Arbitro: | Sánchez Martínez |

|  |           |                |
|  | Marcatori | 61’ J. Álvarez |

| Arbitro: | Muñiz Ruiz |

|                                   |           |                                              |
| Essugo 77’ Fábio Silva 83’ (rig.) | Marcatori | 46’ D. Rodríguez 56’ R. Navarro 90+1’ Mojica |

| Arbitro: | Quintero González |

|                       |           |                  |
| Larin 45+3’ Prats 81’ | Marcatori | 32’ (rig.) Rioja |

| Arbitro: | De Burgos Bengoetxea |

|                               |           |  |
| H. Álvarez 32’ Iago Aspas 82’ | Marcatori |  |

| Arbitro: | Hernández Maeso |

|                |           |                |
| Larin 20’, 51’ | Marcatori | 7’ Van de Beek |

| Arbitro: | Martínez Munuera |

|  |           |                  |
|  | Marcatori | 55’ (rig.) Larin |

| Arbitro: | Gil Manzano |

|            |           |                                                                  |
| Muriqi 43’ | Marcatori | 12’ F. Torres 56’ (rig.), 74’ Raphinha 79’ F. de Jong 84’ Víctor |

#### Girone di ritorno
| Arbitro: | Martínez Munuera |

|                                               |           |  |
| L. Costa 20’ Baena 24’ Parejo 26’ Y. Pino 28’ | Marcatori |  |

| Arbitro: | Alberola Rojas |

|  |           |               |
|  | Marcatori | 90+6’ Bakambu |

| Arbitro: | García Verdura |

|                             |           |  |
| S. Lino 26’ Griezmann 90+3’ | Marcatori |  |

| Arbitro: | Cordero Vega |

|                   |           |              |
| Muriqi 81’ (rig.) | Marcatori | 90+4’ Boyomo |

| Arbitro: | Ortiz Arias |

|                                 |           |              |
| Muriqi 7’, 28’ D. Rodríguez 35’ | Marcatori | 62’ Bajčetić |

| Arbitro: | Muñiz Ruiz |

|                |           |               |
| K. Salas 45+2’ | Marcatori | 90+1’ Valjent |

| Arbitro: | Soto Grado |

|          |           |                 |
| Asano 9’ | Marcatori | 68’ Kike García |

| Arbitro: | Hernández Hernández |

|                 |           |            |
| N. Williams 58’ | Marcatori | 56’ Raíllo |

| Arbitro: | Quintero González |

|                               |           |                   |
| Asano 65’ Muriqi 90+7’ (rig.) | Marcatori | 53’ (aut.) Muriqi |

| Arbitro: | Hernández Maeso |

|              |           |  |
| D. López 50’ | Marcatori |  |

| Arbitro: | De Burgos Bengoetxea |

|             |           |                         |
| Valjent 17’ | Marcatori | 53’ Alfon 72’ Fer López |

| Arbitro: | Martínez Munuera |

|  |           |                      |
|  | Marcatori | 20’ Larin 47’ Darder |

| Palma de Maiorca 19 aprile 2025, ore 18:30 CEST 32ª giornata | Maiorca    | 0 – 0 referto | Leganés | Visit Mallorca Estadi (17 404 spett.)\| Arbitro: \| Muñiz Ruiz \| |
| Arbitro:                                                     | Muñiz Ruiz |               |         |                                                                   |

| Arbitro: | Ortiz Arias |

|          |           |  |
| Olmo 46’ | Marcatori |  |

| Arbitro: | Melero López |

|            |           |  |
| Stuani 10’ | Marcatori |  |

| Arbitro: | Pulido Santana |

|                          |           |           |
| Mascarell 28’ Darder 49’ | Marcatori | 11’ Chuki |

| Arbitro: | Alberola Rojas |

|                        |           |             |
| Mbappé 68’ Ramón 90+5’ | Marcatori | 11’ Valjent |

| Arbitro: | Hernández Hernández |

|             |           |                        |
| Larin 90+3’ | Marcatori | 56’ Arambarri 65’ Uche |

| Madrid 38ª giornata | Rayo Vallecano | – referto | Maiorca | Campo de Fútbol de Vallecas |

### Coppa di Spagna
| Arbitro: | Hernández Hernández |

|                                           |           |  |
| Dalisson 21’ Y. Pino 49’ Rufo Sánchez 72’ | Marcatori |  |

### Supercopa de España
| Arbitro: | De Burgos Bengoetxea |

|                                                   |           |  |
| Bellingham 63’ Valjent 90+2’ (aut.) Rodrygo 90+5’ | Marcatori |  |

## Statistiche
Aggiornate al 18 maggio 2025

### Statistiche di squadra
| Competizione        | Punti | In casa | In casa | In casa | In casa | In casa | In casa | In trasferta | In trasferta | In trasferta | In trasferta | In trasferta | In trasferta | Totale | Totale | Totale | Totale | Totale | Totale | DR  |
| Competizione        | Punti | G       | V       | N       | P       | Gf      | Gs      | G            | V            | N            | P            | Gf           | Gs           | G      | V      | N      | P      | Gf     | Gs     | DR  |
| ------------------- | ----- | ------- | ------- | ------- | ------- | ------- | ------- | ------------ | ------------ | ------------ | ------------ | ------------ | ------------ | ------ | ------ | ------ | ------ | ------ | ------ | --- |
| Liga                | 47    | 19      | 7       | 6       | 6       | 20      | 21      | 18           | 6            | 2            | 10           | 15           | 23           | 37     | 13     | 8      | 16     | 35     | 44     | -9  |
| Coppa del Re        | -     | -       | -       | -       | -       | -       | -       | 1            | 0            | 0            | 1            | 0            | 3            | 1      | 0      | 0      | 1      | 0      | 3      | -3  |
| Supercopa de España | -     | -       | -       | -       | -       | -       | -       | -            | -            | -            | -            | -            | -            | 1      | 0      | 0      | 1      | 0      | 3      | -3  |
| Totale              | -     | 19      | 7       | 6       | 6       | 20      | 21      | 19           | 6            | 2            | 11           | 15           | 26           | 39     | 13     | 8      | 17     | 35     | 50     | -15 |

### Andamento in campionato
| Giornata  | 1  | 2  | 3  | 4  | 5  | 6  | 7 | 8 | 9 | 10 | 11 | 12 | 13 | 14 | 15 | 16 | 17 | 18 | 19 | 20 | 21 | 22 | 23 | 24 | 25 | 26 | 27 | 28 | 29 | 30 | 31 | 32 | 33 | 34 | 35 | 36 | 37 | 38 |
| --------- | -- | -- | -- | -- | -- | -- | - | - | - | -- | -- | -- | -- | -- | -- | -- | -- | -- | -- | -- | -- | -- | -- | -- | -- | -- | -- | -- | -- | -- | -- | -- | -- | -- | -- | -- | -- | -- |
| Luogo     | C  | T  | C  | T  | C  | T  | C | T | T | C  | C  | T  | C  | T  | C  | T  | C  | T  | C  | T  | C  | T  | C  | C  | T  | C  | T  | C  | T  | C  | T  | C  | T  | T  | C  | T  | C  | T  |
| Risultato | N  | P  | N  | V  | P  | V  | V | V | P | V  | N  | P  | P  | V  | V  | P  | V  | V  | P  | P  | P  | P  | N  | V  | N  | N  | V  | V  | P  | P  | V  | N  | P  | P  | V  | P  | P  |    |
| Posizione | 14 | 17 | 18 | 10 | 13 | 11 | 6 | 6 | 7 | 6  | 7  | 8  | 9  | 8  | 6  | 7  | 6  | 6  | 6  | 6  | 6  | 9  | 10 | 7  | 8  | 8  | 7  | 7  |    |    |    |    |    |    |    |    |    |    |